# Dédales (Les Humanoïdes associés)
 (janvier 2019).
Pour les articles homonymes, voir Dédale (homonymie).
Dédales est une collection de bande dessinée, éditée depuis 2005 chez Les Humanoïdes Associés. 
Cette collection, qui a pour thème le polar historique, est animée par Bruno Lecigne (avec la collaboration de Maximilien Chailleux pour Shimon de Samarie). Chaque série a pour cadre un lieu et une époque différentes.

## Séries
- Antoine Sèvres par Laurent Rullier (scénario) et Alessio Lapo (dessin), se déroule dans la région de Montauban en France, au XVe siècle.	
  - Abyssus abyssum invocat (2005)
  - Aux portes de l’enfer (2006)

- Galata par Fred Le Berre (scénario), Alain Paris (scénario) et Stefano Palumbo (dessin), se déroule à Istanbul dans le quartier de Galata au XVIe siècle.
  - Le Poète assassiné (2005)
  - L’Ermite des Météores (2006)

- Le Maître Rouge par Francesco Artibani (scénario) et Ivo Milazzo (dessin), se déroule à Rome au XVIIe siècle.
  - L'Ange du château (2006)
  - La Compagnie de la mort charitable (2006)

- Neferites par Sylviane Corgiat (scénario), Patrick Galliano (scénario) et ChrisCross (dessin), se déroule en Égypte sous le règne de Ramsès II.
  -  L’Embaumeur (2006)

- Novikov par Patrick Weber (scénario) et Bruno Brindisi (dessin), se déroule à Saint-Pétersbourg au XVIIIe siècle.
  -  Le Fou de Dieu (2005)
  -  Le Sang des Boyards (2006)
  - Une intégrale reprenant les deux tomes est parue en 2012[1].

- Œil de Jade par Patrick Weber (scénario) et Emanuele Tenderini (dessin), se déroule en Chine à la fin du XIIIe siècle.
  -  La Mort de l’intendant Lo (2006)
  - L’Étreinte du tigre (2007)

- La Porte d’Ishtar par Alain Paris (scénario) et Simon Dupuis (dessin), se déroule à Babylone au IXe siècle av. J.-C.
  - La Nuit des masques (2008)
  - Le Masque de chair (2008)

(NB : ces deux titres initialement prévus dans la collection Dédales sont parus sans le logo de la collection).
- Rangaku par Luca Enoch (scénario) et Maurizio Di Vincenzo (dessin), se déroule à Nagasaki au Japon au XVIIe siècle.
  -  La Cité sans nuit (2007)

- Salomé par Éric Prungnaud (scénario) et Giuseppe Palumbo (dessin), se déroule à Rome en 43 apr. J.-C.
  - La Noyée du Tibre (2005)
  - Les Adorateurs de Ranactès (2006)

- Shimon de Samarie par Fred Le Berre (scénario) et Michel Rouge (dessin), couleurs de Corentin Rouge, se déroule à Jérusalem au début de l'ère chrétienne.
  - Tu ne tueras point (2005)
  - Les Châtiments de la mer Morte (2006)